# Hesburger
Hesburger (communément connue sous le nom de Hese en Finlande) est une chaîne de restauration rapide basée à Turku en Finlande. Créée en 1980, elle est aujourd'hui la plus importante chaîne de restauration rapide finlandaise, avec une plus grande présence sur le marché national que la société américaine McDonald's.
Avec seulement 12 points de vente en 1992, Hesburger dispose aujourd'hui de 269 restaurants en Finlande, 51 en Lituanie, 45 en Lettonie, 44 en Estonie, 37 en Russie, 12 en Bulgarie, 3 en Ukraine, 2 en Allemagne et 1 en Biélorussie. Entre 2004 et 2006, la chaîne a brièvement ouvert un restaurant à Damas en Syrie mais celui-ci a été fermé car considéré comme non rentable. Pendant quelques mois en 2018, Hesburger avait aussi un restaurant à Téhéran, Iran.
La chaîne vend principalement des hamburgers, des cheeseburgers, des frites, de la salade et des milk-shake. Hesburger propose cependant également des kebabs et des hot-dogs dans certains de ses restaurants.
Hesburger prévoit par ailleurs de s'implanter en Pologne, en Hongrie, au Royaume-Uni, aux États-Unis et au Brésil.